# Xã Hickory, Quận Carroll, Arkansas
Xã Hickory (tiếng Anh: Hickory Township) là một xã thuộc quận Carroll, tiểu bang Arkansas, Hoa Kỳ. Năm 2010, dân số của xã này là 4.977 người.